# Lijst van voetbalinterlands Sri Lanka - Syrië
Deze lijst van voetbalinterlands is een overzicht van alle officiële voetbalwedstrijden tussen de nationale teams van Sri Lanka en Syrië. De landen hebben tot op heden drie keer tegen elkaar gespeeld. De eerste ontmoeting, een kwalificatiewedstrijd voor de Azië Cup 2004, werd gespeeld in Damascus op 15 oktober 2003. Het laatste duel, een vriendschappelijke wedstrijd, vond plaats op 24 augustus 2009 in New Delhi (India).

## Wedstrijden
| № | Plaats    | Datum            | Competitie                 | Wedstrijd         | Uitslag |
| - | --------- | ---------------- | -------------------------- | ----------------- | ------- |
| 1 | Damascus  | 15 oktober 2003  | Azië Cup 2004 kwalificatie | Sri Lanka − Syrië | 0 − 5   |
| 2 | Damascus  | 18 oktober 2003  | Azië Cup 2004 kwalificatie | Syrië − Sri Lanka | 8 − 0   |
| 3 | New Delhi | 24 augustus 2009 | Vriendschappelijk          | Syrië − Sri Lanka | 4 − 0   |

## Samenvatting
| Competitie            | Totaal gespeeld | Winst Sri Lanka | Gelijk | Winst Syrië | Doelsaldo Sri Lanka – Syrië |
| --------------------- | --------------- | --------------- | ------ | ----------- | --------------------------- |
| Azië Cup-kwalificatie | 2               | 0               | 0      | 2           | 0 − 13                      |
| Vriendschappelijk     | 1               | 0               | 0      | 1           | 0 − 4                       |
| Totaal                | 0               | 0               | 0      | 0           | 0 − 17                      |

FSL ·
A-internationals ·
Sri Lankaans vrouwenelftal
Afghanistan ·
Bahrein ·
Bangladesh ·
Bhutan ·
Brunei ·
Cambodja ·
China ·
DDR ·
Filipijnen ·
Guam ·
Hongkong ·
India ·
Indonesië ·
Irak ·
Iran ·
Japan ·
Jemen ·
Jordanië ·
Kirgizië ·
Laos ·
Libanon ·
Macau ·
Malediven ·
Maleisië ·
Mongolië ·
Myanmar ·
Nepal ·
Noord-Korea ·
Oezbekistan ·
Oman ·
Pakistan ·
Palestina ·
Papoea-Nieuw-Guinea ·
Qatar ·
Saoedi-Arabië ·
Seychellen ·
Singapore ·
Soedan ·
Syrië ·
Tadzjikistan ·
Taiwan ·
Thailand ·
Turkmenistan ·
Verenigde Arabische Emiraten ·
Vietnam ·
Zuid-Korea
SFA · A-internationals · Syrisch vrouwenelftal
1940 - 1949 · 
1950 - 1959 · 
1960 - 1969 · 
1970 - 1979 · 
1980 - 1989 · 
1990 - 1999 · 
2000 – 2009 · 
2010 – 2019 ·
2020 − 2029
Afghanistan ·
Algerije ·
Australië ·
Bahrein ·
Bangladesh ·
Cambodja ·
China ·
Cyprus ·
Egypte ·
Filipijnen ·
Griekenland ·
Guam ·
Haïti ·
Hongkong ·
India ·
Indonesië ·
Irak ·
Iran ·
Japan ·
Jemen ·
Jordanië ·
Kazachstan ·
Kirgizië ·
Koeweit ·
Laos ·
Libanon ·
Libië ·
Malediven ·
Maleisië ·
Marokko ·
Mauritanië ·
Mauritius ·
Myanmar ·
Nepal ·
Noord-Korea ·
Oezbekistan ·
Oman ·
Pakistan ·
Palestina ·
Qatar ·
Rusland ·
San Marino ·
Saoedi-Arabië ·
Singapore ·
Soedan ·
Sovjet-Unie ·
Sri Lanka ·
Tadzjikistan ·
Taiwan ·
Thailand ·
Tunesië ·
Turkije ·
Turkmenistan ·
Venezuela ·
Verenigde Arabische Emiraten ·
Vietnam ·
Wit-Rusland ·
Zuid-Jemen ·
Zuid-Korea ·
Zweden